# 국민참여당

대한민국의 시계열적 정당 지도

국민참여당(國民參與黨, The Participation Party)은 2010년 1월 17일 창당 선언을 했던 대한민국의 민주당계 정당이다. 참여정부 시절 인사들과 구 열린우리당의 친노무현 인사들이 주축이 되어 창당하였다. 2011년 12월 4일, 임시전국당원대회의 의결을 통해 해체되었고, 2011년 12월 5일, 민주노동당과 새진보통합연대와의 합당으로 탄생한 통합진보당에 합당되었다.

## 창당 준비
본래 2008년 말부터 창당이 준비되었으나, 노무현 전 대통령의 서거 후 본격적으로 추진되었다. 천호선, 임찬규, 이병완 등 참여정부 당시 청와대 인사들 및 문태룡, 권태홍 등 참여정치실천연대 출신 인사들이 주축이 되어 '친노신당'이란 표현이 쓰이기도 한다. 2009년 9월 24일에 창당 발기인대회를 개최하며 본격적인 창당의 시작을 알렸다.
인적 구성은 유시민 등 참여정부 시절 인사들과 구 개혁국민정당, 열린우리당 인사들이 주축이 되었다.

## 주요 활동

### 창당준비위원회
준비위원회의 전단계인 주비위원회(籌備委員會)는 전국실행위원회와 당헌당규제정위원회, 정강정책제정위원회, 홍보위원회, 전략기획위원회, 조직위원회, 교육연수위원회, 대외협력위원회 등 총 9개의 위원회로 구성되어 있다. 그중 전국실행위원회는 실질적으로 주비위원회의 업무를 총괄하는 집행부의 성격을 가진 곳으로, 16개 시·도 위원회의 위원장과 5인의 지명직위원으로 구성되었다.

### 당명 결정
언론에 의해 '친노신당'으로 불리며 '(가칭)국민참여정당'이라는 이름으로 활동하던 창당준비위원회는 당원들을 대상으로 당명을 공모하였다. 응모된 당명 총 111개 중에서는 '국민참여당', '참여복지당', '사람사는세상', '새벽을여는사람들', '함께걷는사람들' 등이 있었으며 심지어는 '열린우리당'도 있었다. 이 중 두 차례의 당원 투표를 거쳐 2위인 '사람사는세상'을 누르고 '국민참여당'이 1위로 최종 선정되었다.

### 창당준비위원회
국민참여당은 11월 15일 종로 수운회관에서 창당준비위 결성식을 가졌다. 한편 국민참여당에 참여할 뜻을 밝힌 유시민은 11월 10일 입당하였다.

### 공식 창당
국민참여당은 2010년 1월 17일 서울 장충체육관에서 당원 4천여명이 참석한 가운데 공식 창당행사를 가졌으며 이 자리에서 이재정 대표 및 이백만, 김충환, 김영대, 오옥만, 천호선 등 5인의 최고위원을 선출하였다. 정책위원장으로는 노항래, 사무총장으로는 권태홍이 지명되었다.

### 참여정책연구원
2010년 9월 15일 국민참여당은 6.2 지방선거 결과로서 국고보조금을 지급받아, 참여정책연구원을 설립하였다. 원장은 유시민, 부원장은 노항래이다.

## 정당 문화
국민참여당은 개혁국민정당이 시초로 알려져 있다. 개혁국민정당이 온라인 인터넷 정당을 표방했듯, 국민참여당도 인터넷과 휴대전화 등을 통한 당원의 폭넓은 참여를 기반으로 한 참여민주주의를 표방했다. 이것은 개혁국민정당이나 열린우리당과 맥을 같이한다. 또한 당원의 70%정도가 정당활동 경력이 없는 일반 시민으로서, 당 운영은 당원들의 자발적인 후원과 참여가 바탕이 되었다.

## 해체
2011년 12월 4일, 국민참여당은 민주노동당, 새진보통합연대(통합연대) 등과의 통합 안건을 의결하였다. 국민참여당은 임시전국당원대회를 열어 ‘통합진보정당 추진 승인의 건’을 89.33%의 찬성률로 의결했다. 전 당원 투표에는 전체 주권 당원 8763명 중 6765(77.2%)명이 참여해 6043명이 찬성했다. 전 당원 투표는 온라인·ARS·모바일 투표와 시·도당 현장 투표 그리고 중앙당 현장투표 결과를 합산했다. 국민참여당이 통합안을 의결하면서 진보 통합 주체들이 당원들의 승인을 받는 절차는 모두 끝났다. 이에 따라 국민참여당은 창당 23개월 만에 해체되고 통합진보당에 합류하게 됐다. 통합진보당 부정 경선 사건 이후 참여계들은 부정경선을 저지른 일부(오옥만 등)를 제외하고 진보정의당에 창당에 참여한다.

## 역대 지도부
- 당 대표:
  - 이재정 (2010년 1월 17일 ~ 2011년 3월 19일)
  - 유시민 (2011년 3월 19일 ~ 2011년 12월 4일)

- 최고위원
  - 천호선, 이백만, 오옥만, 김충환, 이광철 (2010년 1월 17일 ~ 2011년 3월 19일)
  - 권태홍, 유성찬, 박무, 오옥만, 문태룡 (3월 19일 ~ 2011년 12월 4일)

- 정책위원장
  - 노항래 (2010년 1월 17일 ~ 2011년 12월 4일)

- 사무총장
  - 권태홍 (2010년 1월 17일 ~ 2011년 3월 19일)
  - 김동진 (2011년 3월 19일 ~ 2011년 12월 4일)

## 주요 선거 기록

### 지방선거
|  | 0% |

|  | 0% |

|  | 0.66% |

|  | 0.83% |

## 같이 보기
- 노무현
- 친노무현
- 개혁국민정당
- 참여정부
- 사람사는 세상
- 열린우리당
- 민주당 (대한민국, 2008)